# Tachina exilistyla
Tachina exilistyla là một loài ruồi trong họ Tachinidae.